# Louis de Benoist
 (mars 2024).
 (mars 2024).
Si vous disposez d'ouvrages ou d'articles de référence ou si vous connaissez des sites web de qualité traitant du thème abordé ici, merci de compléter l'article en donnant les références utiles à sa vérifiabilité et en les liant à la section « Notes et références ».

## Biographie

### Naissance
Louis de Benoist naît le 30 août 1882 à Thonne-les-Près (France).

### Résistance
Louis de Benoist dirige le canal de Suez pendant la Seconde Guerre mondiale et est ministre plénipotentiaire en Égypte.
Il crée, dès le 7 juillet 1940, le premier Comité de la France Libre. Délégué du général de Gaulle en Égypte (4 juillet 1941), son active résistance au régime de Vichy lui vaut une déchéance de nationalité.
Il participe au Comité français de libération nationale[réf. souhaitée]. Il est l'un des principaux ralliés au général de Gaulle après l'appel du 18 juin et joue un rôle proéminent dans la libération de la France[réf. souhaitée], y compris après la guerre auprès des anciens combattants.

### Mort
Il meurt le 30 novembre 1957 dans le 16e arrondissement de Paris (France).

## Décorations
- Commandeur de la Légion d'honneur le 28/11/1957 ; Officier du 15/01/1947 ; Chevalier du 16/06/1920 déchue par Vichy le 16/01/1942 ;
- Croix de guerre 1914–1918, palme de bronze, avec la citation à l’ordre de l’armée suivante : « Modèle de courage et de sang froid. Blessé à deux reprises en partant en avant de ses hommes sous un feu violent, n'a cessé d'être pendant quatre jours passés avec son détachement à l'intérieur des lignes ennemies (...) » ;
- Croix de guerre 1939–1945 ;
- Médaille de la Résistance française avec rosette le 29/11/1946 par le général de Gaulle ;
- Insigne des blessés militaires (2 blessures de guerre)
- Officier de l'ordre de Léopold (Belgique) ;
- Grand officier de l'ordre du Nil en 1935 (Égypte).

## Témoignages
- Message de Louis de Benoist au président Albert Lebrun et aux généraux Weygand, Noguès, Eugène Mittelhauser, Paul Legentilhomme et au résident général de France en Tunisie Peyrouton : «La Colonie française du Caire adresse son plus vibrant témoignage d'admiration à nos armées qui, combattant avec une héroïque vaillance contre un ennemi supérieur en nombre et disposant de moyens mécaniques écrasants, ont grandi notre patrimoine d'honneur national. Quel que soit le trouble qu'entraînent une grande bataille perdue et l'invasion ennemie de la France Métropolitaine, quelles que soient les souffrances qu'endurent déjà et qui menacent plus encore tous nos malheureux réfugiés parmi lesquels se trouvent bon nombre de femmes, d'enfants et de parents des Français du Caire, transiger avec l'honneur, avec la parole donnée à nos alliés, comprendre la cause commune et l'avenir de la France serait une impossibilité française. Contre une telle transaction s'élèvent les Français du Caire, résolus aux pires sacrifices et décidés à continuer une lutte qui n'est pas sans espoir. Le territoire de la France fût-il totalement envahi, la lutte doit être continuée par l'Empire français à côté de nos fidèles alliés britanniques jusqu'à la victoire finale. La colonie française du Caire met avec enthousiasme et avec la plus ferme résolution tous ses membres, tous ses biens, toutes ses forces au service de la France. Les Présidents des Groupements français du Caire, Baron de Benoist, Vincenot, Déjardin, Thuilot-Vincent»

- Mentions - « À notre délégation du Caire, je pris contact avec l'importante colonie française d’Égypte. Le baron de Benoist y représentait dignement la France. Grâce à lui, que secondaient le baron de Vaux, René Filliol et George Gorse, nos intérêts, culturels, religieux, économiques, trouvaient un soutien efficace, en attendant que le gouvernement égyptien reconnût le Comité national français. La presse et la radio recevaient de notre délégué toutes informations utiles. La plupart des Français se tenaient moralement rassemblés autour de lui. En même temps, M de Benoist, que nous ne laissions pas d'appuyer fortement de Londres, parvenait à maintenir aux services du Canal de Suez leur caractère français, bien que l'amirauté britannique les eût volontiers pris sous sa propre coupe »

- Charles de Gaulle, Mémoires de guerre, Gallimard, 2000 : « Il a mis à son service (France libre en Égypte) l'autorité que lui conféraient sa situation sociale, son expérience des affaires et sa parfaite connaissance du clavier égyptien. Par son adresse, les questions administratives et les affaires de caractère diplomatique ont pu être conduites à leur terme, en dépit des obstacles (…). »

- Général Catroux, dans la bataille de la Méditerranée, Julliard, 1950 « M de Benoist était civil sans attache avec le gouvernement français ; coupé de Paris il allait avoir sur les bras tous les intérêts de sa compagnie, dans la zone du canal où les Britanniques se comportaient déjà en maîtres ; il supportait de grandes responsabilités auxquelles il devait savoir mieux que personne comment faire face ; à tout prendre il se trouvait heureux que ses sentiments personnels et les intérêts de sa grande société concordassent ; il était libre »

- Amiral René-Émile Godfroy, L'aventure de la flotte X à Alexandrie, Plon, 1953 Notes et références « 'We are are acting with total independance of any suggestions emanating from Vichy' declared Baron Louis de Benoist »

- Sarasota Herald Tribun, article No axis craft use Suez Canal du 20 octobre 1940, p10. Le Petit Marocain du 16 septembre 1944, Nouvelles Brèves, Le Caire, AFP du 15 septembre 1944 : « Je serais reconnaissant à l'ambassadeur d'Angleterre de faire savoir ce qui suit au Comité français du Caire présidé par le baron de Benoist »

- Charles de Gaulle, Lettres, notes et carnets, Tome III, Télégramme à Miles Lampson, ambassadeur de Grande-Bretagne au Caire, 7 juillet 1940 : "Il (Charles de Gaulle) était à Khartoum en mars, au Caire en avril, triomphalement reçu par le Comité national français, le premier créé hors de Grande-Bretagne et présidé par Benoist».

- Pierre Miquel, La seconde guerre mondiale, Fayard, 1986, p379 : «Le 'comité national' d’Égypte a été le premier des comités de la France Libre hors de Grande-Bretagne. Il a été fondé, on l'a vu, par le baron de Benoist (...)»

- Jean Louis Crémieux-Bilhac, La France Libre de l'appel du 18 juin à la libération, Gallimard, 1996, partie "Les comités de la France Libre" : « J'ai désigné le baron de Benoist comme mon représentant pour l’Égypte ».

- Charles de Gaulle, Lettres, notes et carnets, Lettre du général de Gaulle au général Catroux. 4 juillet 1941. Journal officiel de la République française, 16 janvier 1942, p 6. Ce qui confirme selon René Cassin à de Gaulle « ses considérables mérites et sa grande autorité », Jay Winter et Antoine Prost, René Cassin and Human Rights, Cambridge University press, 2013, p 154.

## Ouvrage de référence
- Dictionnaire de la France libre sous la direction de François Broche, Georges Caitucoli, Jean-François Muracciole, éditions Robert Laffont, Paris, 2010, notice p144-145, p238, p326, p511